# Theodore Komnenos Doukas
Theodore Komnenos Doukas, död 1253, var en grekisk (bysantinsk) monark. Han var despot av despotatet Epirus 1215–1230.